# مونيك سوليفان
مونيك سوليفان (بالإنجليزية: Monique Sullivan) مواليد 21 فبراير 1989، هي دراج كندية في صنف سباق الدراجات على المضمار. شاركت في دورة الألعاب الأولمبية الصيفية.

## الميداليات
| الميدالية | المسابقة                  |
| --------- | ------------------------- |
| برونزية   | دورة ألعاب الكومنولث 2010 |